# Scanzorosciate
Scanzorosciate är en kommun i provinsen Bergamo i regionen Lombardiet i Italien. Kommunen hade 10 011 invånare (2018).